# American National Biography
Die American National Biography, kurz ANB, ist ein biografisches Nachschlagewerk, das seit 1999 bei der Oxford University Press erscheint und einer Nationalbiografie der Vereinigten Staaten gleichkommt. Die verantwortlichen Herausgeber sind derzeit die Historiker Mark C. Carnes und John A. Garraty.

## Geschichte
Die ANB ging aus dem Dictionary of American Biography hervor, das das American Council of Learned Societies, einem Dachverband der wissenschaftlichen Fachgesellschaften der USA, gegen Mitte der 1920er Jahre in Auftrag gab. Finanziell unterstützt wurde das Projekt zudem von der New York Times. Vorbild war das britische Dictionary of National Biography. Unter der Herausgeberschaft von Allen Johnson (bis 1931) und Dumas Malone (1931–1936) erschienen zwischen 1927 und 1936 die ursprünglichen zwanzig Bände mit 13.633 Biografien bedeutender Amerikaner und einiger anderer Persönlichkeiten, die in der amerikanischen Geschichte eine Rolle gespielt haben. Bis zum Jahr 1995 erschienen 10 Supplementbände.
Da viele der Biografien im Laufe der Jahre dem Forschungsstand nicht mehr entsprachen, entschloss sich das American Council of Learned Societies zu einer grundlegenden Neubearbeitung unter dem Titel American National Biography. Bezuschusst wurde das Projekt unter anderem von der Rockefeller Foundation und dem National Endowment for the Humanities. Die 24 Bände der neuen Reihe erschienen 1999 und umfassen knapp 17.500 Einträge. Zugleich wurde eine Onlineversion (American National Biography Online) eingerichtet, die seither fortlaufend erweitert wird; ein erster gedruckter Supplementband erschien 2002.